# 赵鹏大
赵鹏大（1931年5月25日—），男，原籍辽宁清原，生于沈阳，中国地质勘探学家、数学地质学家，中国地质大学教授。

## 生平
赵鹏大原籍辽宁清原，出生于沈阳。1948年考入北京大学地质系。1949年，加入中国共产主义青年团，1952年毕业前夕加入中国共产党。毕业后，进入北京地质学院。1954年，公派至苏联留学。1958年获苏联莫斯科地质勘探学院副博士学位。曾担任中国地质大学校长。

## 社会兼职
曾任中国地质学会副理事长。

## 奖项和荣誉
1992年获国际数学地质协会克伦宾奖章，是获得该奖的第一位亚洲人。1993年当选为中国科学院院士。1995年当选为俄罗斯自然科学院外籍院士及国际高等学校科学院院士。